# Лисогор Сергій Миколайович
Лисогор Сергій Миколайович (27 листопада 1936 року) — український гідролог, кандидат географічних наук, доцент Київського національного університету імені Тараса Шевченка.

## Біографія
Народився 27 листопада 1936 року у місті Вінниці. Закінчив 1960 року географічний факультет Київського університету зі спеціальності «гідрологія суші», у 1967 аспірантуру. З 1968 року працює у Київському університеті: асистентом, з 1971 року старшим викладачем, з 1974 року доцентом кафедри гідрології і гідрохімії (тепер гідрології та гідроекології), у 1977–1980 роках заступник декана географічного факультету з навчальної роботи. Кандидатська дисертація «Дослідження динаміки берегів Київського водосховища» захищена у 1970 році. Викладає курси: «Загальна гідрологія», «Гідрологія суші», «Гідрофізика». У 1980–1982 роках був у Республіці Куба як радник декана географічного факультету Гаванського університету. Брав участь в експедиційних дослідженнях каскаду Дніпровських водосховищ (зокрема дослідженні динаміки берегів Київського водосховища), керував гідрометричною практикою студентів на Богуславському гідролого-гідрохімічному стаціонарі Київського університету на р. Рось.

## Наукові праці
Сфера наукових інтересів: дослідження гідрологічного режиму річок, озер, водосховищ України. Автор понад 40 наукових праць. Основні праці:
1. Загальна гідрологія: Підручник. — К., 2008 (у співавторстві).